# أرتي كابلان
أرتي كابلان (بالإنجليزية: Artie Kaplan)‏ هو عازف ساكسفون وموسيقي ومغن مؤلف أمريكي، ولد في 1945 في نيويورك في الولايات المتحدة.

## وصلات خارجية
- أرتي كابلان على موقع ميوزك برينز (الإنجليزية)
- أرتي كابلان على موقع ديسكوغز (الإنجليزية)